# أكسناثيفويا فيكسدسنتيكا
أكسناثيفويا فيكسدسنتيكا هي عثة في عائلة العنجوليات. يمكن إيجادها في روسيا، حيث تعرف فقط في الجزء الجنوبي من بريمورسكي كراي.
باع الجناح 8 - 10.5 ملي متر. تكون الأجنحة الأمامية رمادية داكنة مع بقع داكنة غير واضحة في منتصف ونهاية الخلايا. و أجنحة اليد رمادية داكنة.